# مورون (بوينس آيرس)
مورون، بوينس آيرس (مدينة) (بالإسبانية: Morón, Buenos Aires)‏ هي مدينة تقع في الأرجنتين في Morón Partido.[بحاجة لمصدر] يقدر عدد سكانها بـ 92,725 نسمة وترتفع عن سطح البحر 26 متر.

## معرض صور

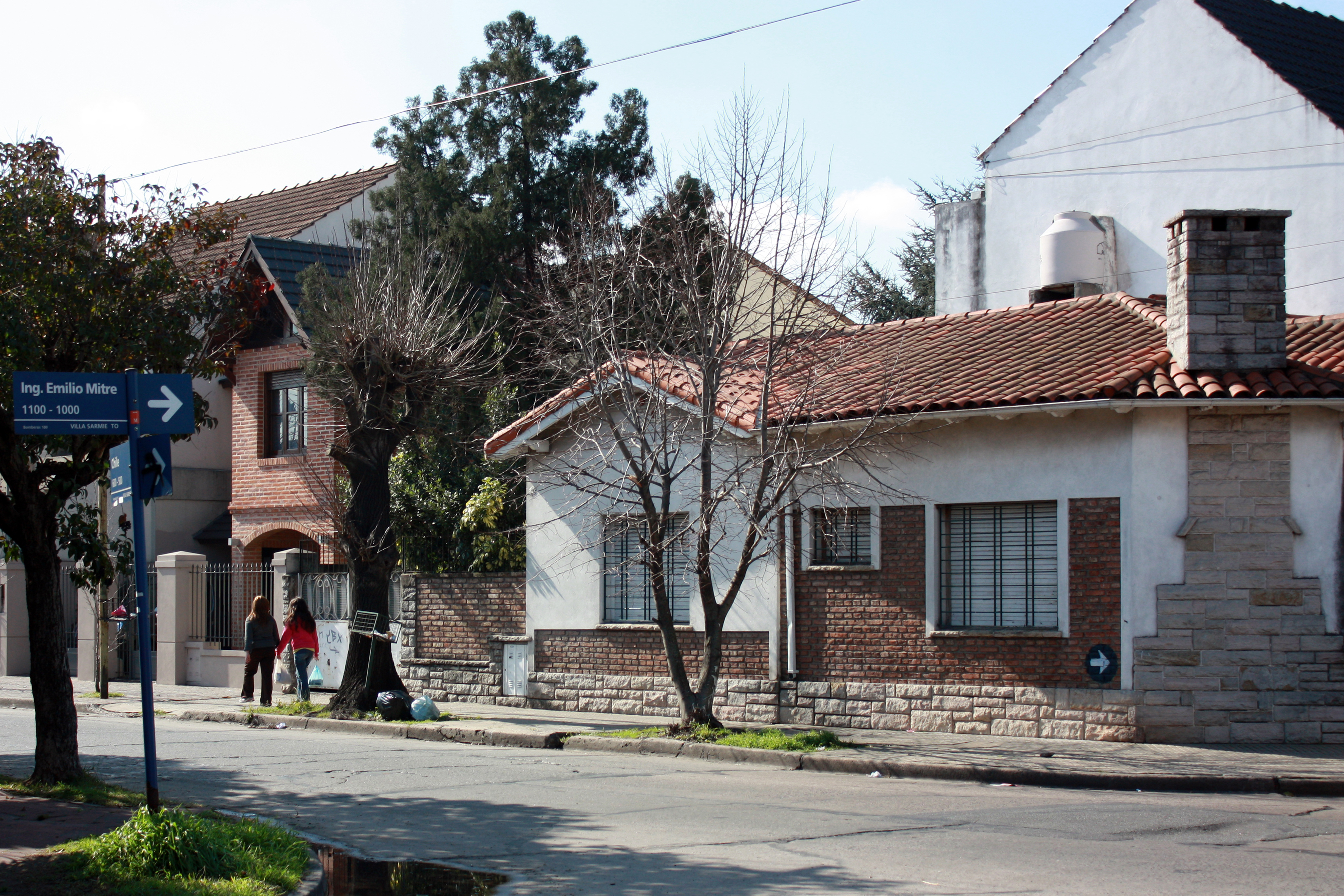
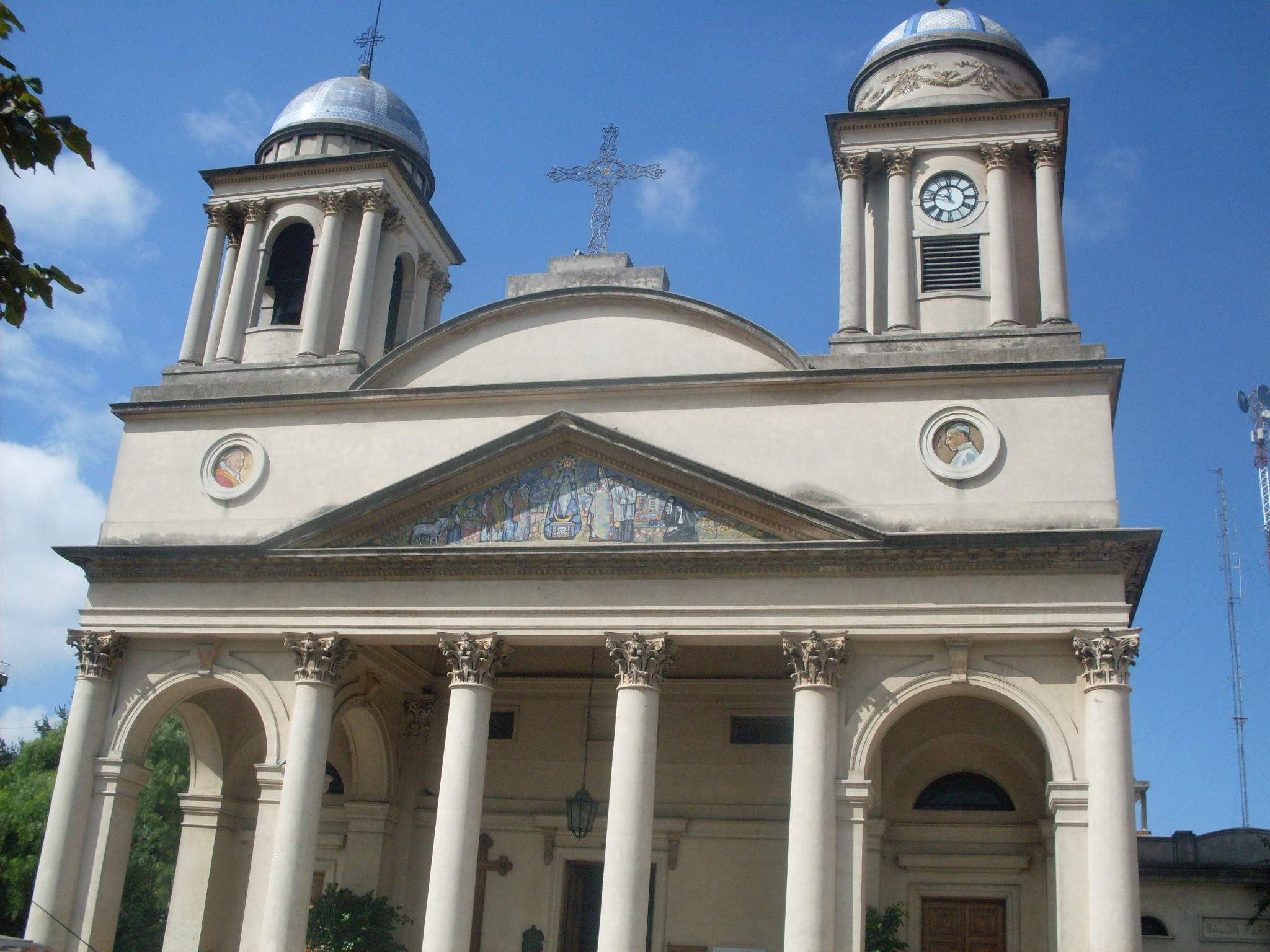
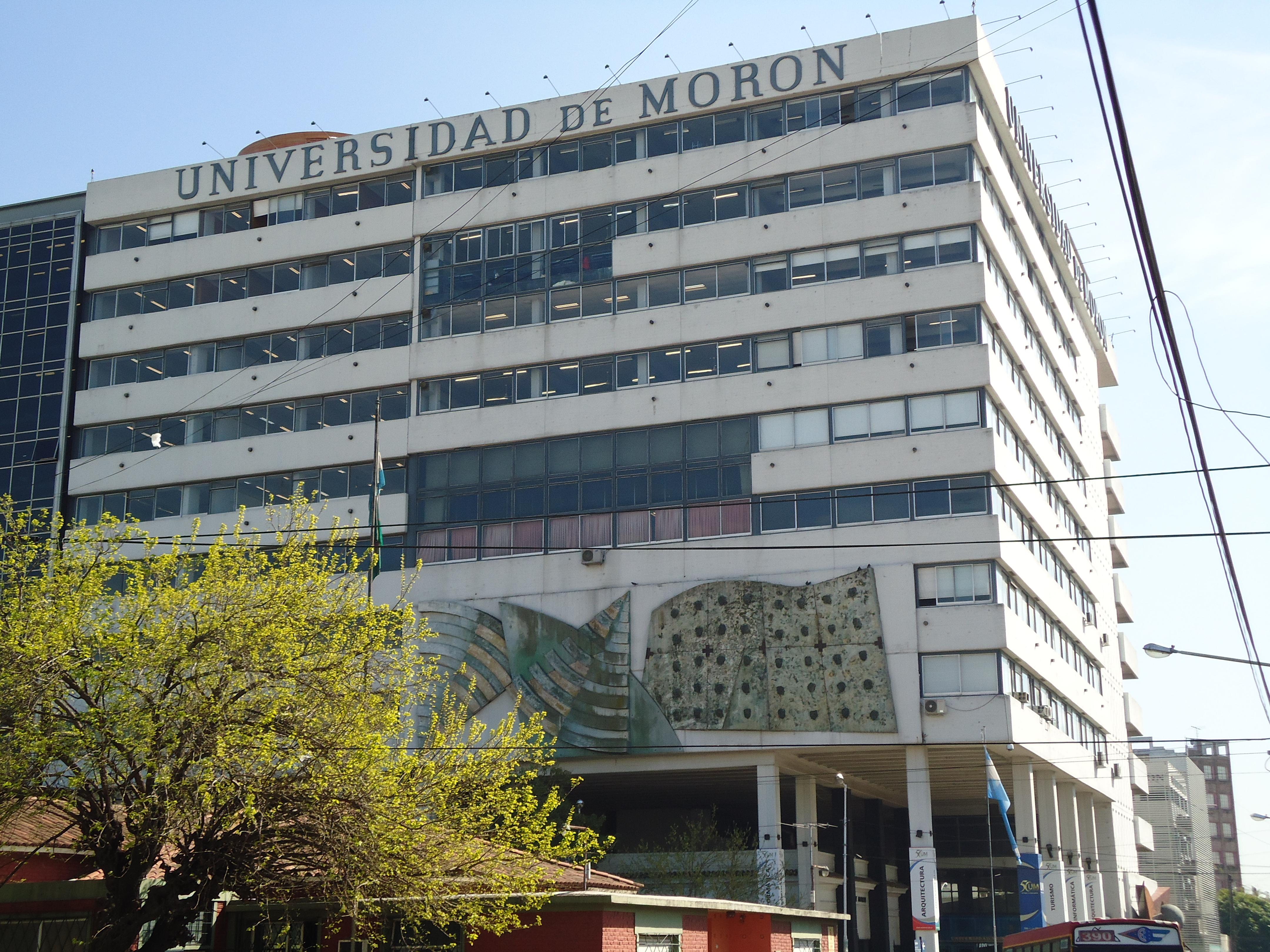
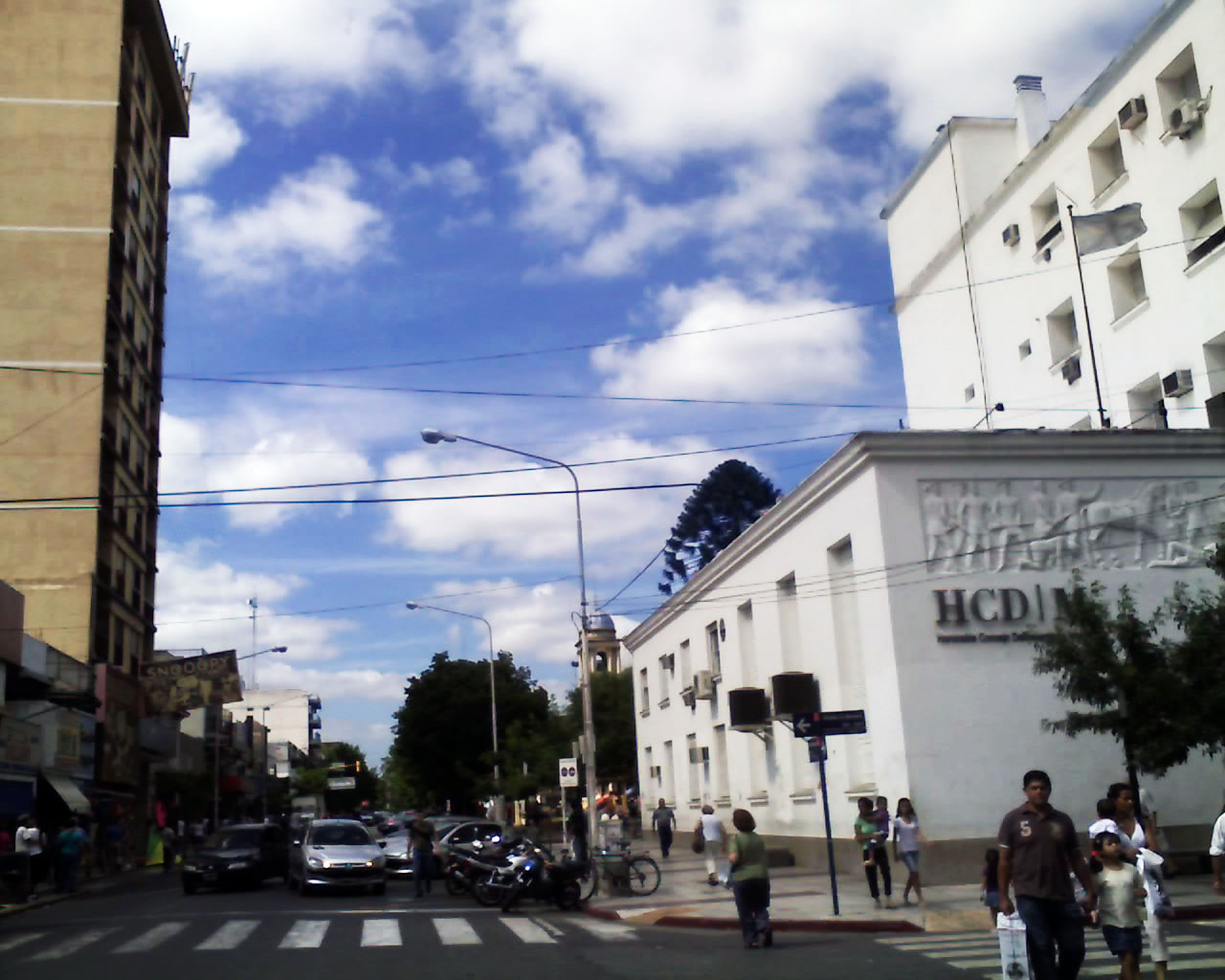

## أعلام
- رينالدو بينيوني
- نيكولاس لابروفيتولا
- خوليو موسيميسي
- رومان مارتينيز
- رودريجو باتاجليا
- فرانكو كريستالدو